# CKRB-FM
« Cool FM 103,3 » redirige ici. Pour l'équipe de hockey, voir Cool FM 103,5 de Saint-Georges.
CKRB-FM, mieux connu sous le nom de Cool FM 103,5, est une station de radio québécoise de Saint-Georges de Beauce appartenant à Groupe Radio Simard. Elle émet sur la fréquence 103,5 MHz sur la bande FM avec une puissance de 17 000 watts.

## Historique
CKRB a été lancé le 22 juillet 1952 par Radio Beauce Ltd. sur la bande AM à 1 400 kHz avec une puissance de 250 watts. En 1959, CKRB s'est déplacé à la fréquence 1 250 kHz avec une puissance de 5 000 watts pour redéménager à 1 460 kHz en 1965. Un ré-émetteur fut ajouté à Lac-Etchemin à la fréquence 1 240 kHz (CIRB) de 1977 à 1991 dont 4 heures de production locale par jour.
Le 29 septembre 1998, CKRB a obtenu l'approbation du CRTC pour passer à la bande FM à la fréquence 103,3 MHz avec une puissance de 2 175 watts. Radio Beauce Inc. fut racheté par Groupe Radio Simard en 2002.
Le 29 avril 2005, CKRB fut autorisé à changer de fréquence à 103,5 MHz, et d'augmenter la puissance à 17 000 watts dans le but d'améliorer la réception sur l'autoroute 73.

## Animateurs
- Gaston Cloutier (Ce matin en Beauce)
- Jonathan Defoy (Ce matin en Beauce)
- Louis Labbé (Génération Cool)
- Sébastien Roy Journaliste (Lepage dans le retour)
- Roger Quirion (Le Brunch musical)